# Applus+ Laboratories
Applus+ Laboratories, previamente conocido como Laboratori General d'Assaigs i Investigacions, tiene como misión el soporte tecnológico a la industria mediante la realización de ensayos de laboratorio, calibración de equipos de medida, certificación, formación técnica e investigación y desarrollo (I+D). Su gestión fue privatizada en el año 2002 por parte de la Generalitat de Catalunya y actualmente es parte de una filial de Applus+.

Actualmente Applus+ Laboratories cuenta con departamentos dedicados a los ensayos de compatibilidad electromagnética, seguridad eléctrica, metrología, acústica, construcción, resistencia al fuego, vibraciones, química, tecnologías del juego, agroalimentario, mecánica y seguridad de la información, así como a la certificación de sistemas.

## Historia

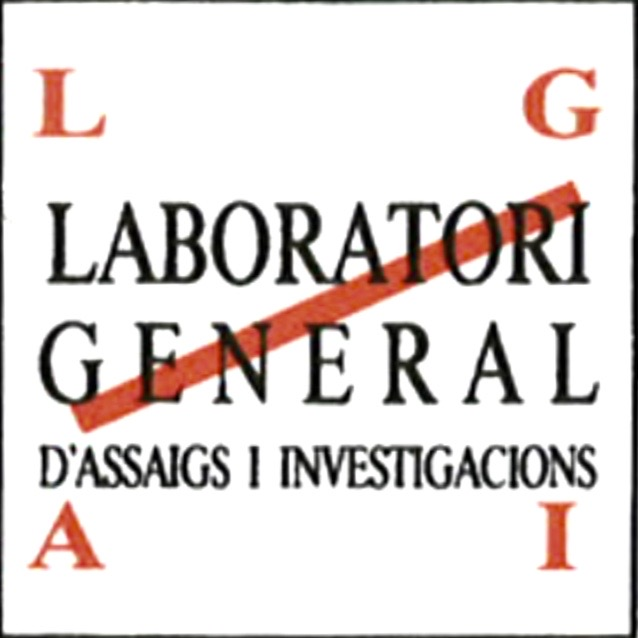
Antiguo logotipo del laboratorio

Los precedentes del Laboratori General d'Assaigs i Investigacions (LGAI) se remontan al año 1907, cuando el Ayuntamiento y la Diputación de Barcelona crearon el Laboratorio de Investigaciones y Ensayos, sito en unas dependencias de la Escuela Industrial de Barcelona, con el objetivo de prestar un servicio a la industria y al comercio mediante los ensayos y el análisis de productos alimentarios y químicos; materiales de construcción y carbones y aceites industriales.
El año 1921 se unificaron todos los laboratorios que había y se situaron en el edificio de la Escuela Industrial de la calle Urgel de Barcelona, bajo el nombre de Laboratori General d'Assaigs i Condicionament. El 1922 se convirtió en un laboratorio general de carácter oficial, dependiendo de la Mancomunidad y organizado en cinco laboratorios: el del Instituto de Electricidad y Mecánica Aplicadas; el del Instituto de Química Aplicada; el de los Servicios Técnicos de Agricultura; el de la Escuela de Adoberia; y el de la Escuela Textil. Durante la República, el Laboratorio pasó a depender de la Generalidad de Cataluña, quedando adscrito a los Departamentos de Cultura (1931-1934 y 1934-1936) y de Economía y Agricultura (1934 y 1936-1939).
El año 1935 pasó a denominarse Laboratori General d'Assaigs i Investigacions. Con la finalización de la guerra civil, la Diputación de Barcelona volvió a asumir la titularidad del Laboratorio. A partir de 1944, a raíz de la creación del Instituto de Investigaciones Técnicas, el Laboratorio se dedicó exclusivamente al servicio público de ensayos y análisis, mientras que la investigación técnica pasaba a ser competencia del nuevo Instituto. El año 1984 fue transferido a la Generalidad de Cataluña, por el Decreto 44/1984, de 15 de febrero, quedando adscrito al Departamento de Industria y Energía, mientras que por la Ley 23/1984 de 28 de noviembre, se creaba de nuevo el Laboratorio como entidad de derecho público con personalidad jurídica propia. Desde el año 1987 las instalaciones del LGAI están situadas en Bellaterra, junto al campus de la Universidad Autónoma de Barcelona.
El año 2002 se inició el proceso de privatización del Laboratorio con la constitución de la sociedad LGAI Technological Center, S.A., que desde 2003 pertenece al grupo de certificación Applus+. Actualmente, el Laboratorio está formado por 15 centros y tiene como función prestar apoyo tecnológico a la industria mediante la realización de ensayos de laboratorio, calibración de equipos de medida, certificaciones, formación técnica e investigación y desarrollo (R+D).
En diciembre de 2012 cambia su nombre a Applus+ Laboratories.

## Filiales
Applus+ Laboratories cuenta con una amplia red de filiales especializadas que desempeñan un papel fundamental en diversos sectores ofreciendo servicios de alto valor añadido en una variedad de industrias a nivel global. Destacan entre ellos el sector aeroespacial, automoción, ciberseguridad, eléctrica y electrónica, dispositivos médicos, energías renovables, construcción y ferroviaria.